# Leonardo Salimbeni (1829-1889)
Leonardo Salimbeni conte di Salissole (Modena, 3 settembre 1830 – 1889) è stato un ingegnere e politico italiano.
Docente di geografia e storia naturale presso il collegio San Carlo di Modena, fu membro dell'Accademia di Scienze, Lettere ed Arti di Modena e sindaco di Nonantola.
Fu anche direttore dei Telegrafi del governo provvisorio per la provincia di Mantova.
Insieme allo zoologo Giovanni Canestrini curò la prima traduzione italiana dell'opera darwiniana L'origine delle specie.